# Adolf Albrecht

Adolf Albrecht

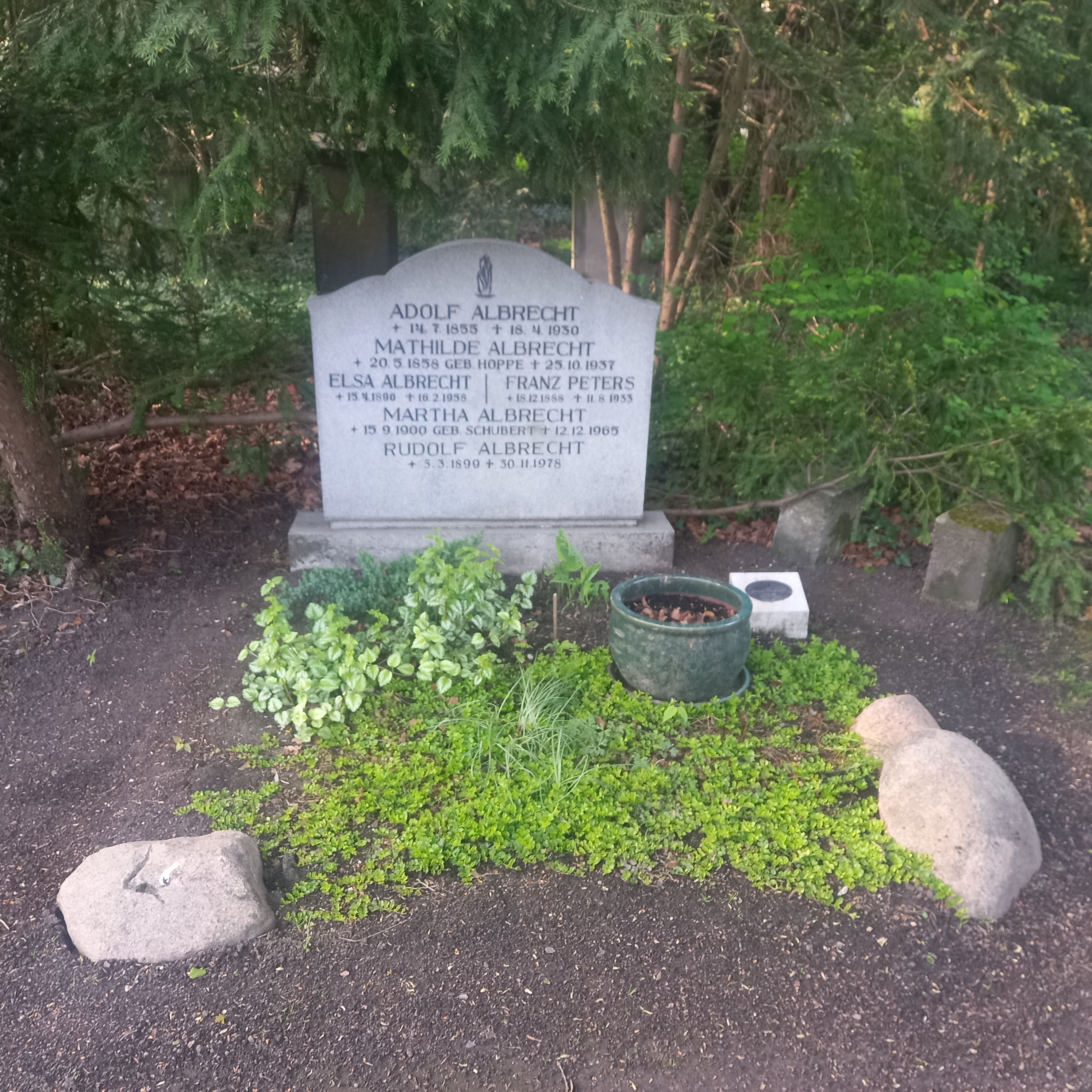
Das Grab von Adolf Albrecht und Ehefrau Mathilde geborene Hoppe auf dem Südfriedhof (Halle)

Carl Leopold Adolf Albrecht (* 14. Juli 1855 in Reudnitz bei Leipzig; † 18. April 1930 in Halle an der Saale) war ein sozialdemokratischer Politiker.

## Leben
Adolf Albrecht wurde als Sohn eines Schneidermeisters geboren und machte nach dem Besuch der Volksschule bis 1874 ebenfalls eine Schneiderlehre in Leipzig. Anschließend ging er auf Wanderschaft und arbeitete bis 1884 als Schneidergeselle. Danach machte er sich als Schneidermeister selbstständig.
Bereits 1874 war Albrecht in eine der SPD-Vorgängerorganisationen und der Schneidergewerkschaft eingetreten und war zwischen 1876 und 1877 Vorsitzender der Partei in Flensburg. In den folgenden Jahren bis 1888 war er ein führender Funktionär der SPD in Leipzig. Im Frühjahr 1888 wurde er wegen Verbreitung des Sozialdemokrat zu zehn Monaten Gefängnis verurteilt. Am 21. November 1888 wurde er auf Grund des Sozialistengesetzes aus Leipzig ausgewiesen. Ein Jahr später auch aus Dresden ausgewiesen. Nach der Ausweisung siedelte er 1889 nach Halle an der Saale um, wo er ein Zigarrengeschäft betrieb. Außerdem war er von 1895 bis 1901 dort Mitglied der Stadtverordnetenversammlung, seit 1919 Stadtrat.
Albrecht war erstmals von 1898 bis 1903 für den Reichstagswahlkreis Herzogtum Anhalt 2 Mitglied des Reichstages. Nach einer kurzen Unterbrechung war er erneut von 1905 bis 1918 Mitglied des Reichstages. Im Jahr 1917 trat Albrecht zur USPD über und war 1918 Vorsitzender des Arbeiter- und Soldatenrates in Halle und im Bezirk Merseburg. In dieser Eigenschaft war er 1918 Delegierter des ersten Reichsrätekongresses. Seine Kandidatur zur Nationalversammlung scheiterte, allerdings war Albrecht von 1920 bis 1924 noch einmal Mitglied des Reichstages der Weimarer Republik. Im Jahr 1922 wechselte Albrecht wieder zur SPD. Sein Grab befindet sich auf dem halleschen Südfriedhof.